# Liga Leumit 1972-1973 (pallacanestro)
La Liga Leumit 1972-1973 è stata la 19ª edizione del massimo campionato israeliano di pallacanestro maschile. La vittoria finale è stata ad appannaggio del Maccabi Tel Aviv.

## Regular season
|  |     | Squadra                 | G  | V  | P  | PF   | PS   | PF/PS | Pt | Qualificazione            |
|  | --- | ----------------------- | -- | -- | -- | ---- | ---- | ----- | -- | ------------------------- |
|  | 1.  | Maccabi Tel Aviv        | 22 | 21 | 1  | 2213 | 1684 | +529  | 43 |                           |
|  | 2.  | Maccabi Ramat Gan       | 22 | 16 | 6  | 1924 | 1750 | +174  | 39 |                           |
|  | 3.  | Hapoel Gerusalemme      | 22 | 14 | 8  | 1931 | 1716 | +215  | 36 |                           |
|  | 4.  | Hapoel Tel Aviv         | 22 | 14 | 8  | 2000 | 1913 | +87   | 36 |                           |
|  | 5.  | Hapoel Megiddo          | 22 | 13 | 9  | 1788 | 1791 | -3    | 35 |                           |
|  | 6.  | Hapoel Gvat/Yagur       | 22 | 12 | 10 | 1783 | 1722 | +61   | 34 |                           |
|  | 7.  | H. Giv'at Brenner/Na'an | 22 | 11 | 11 | 1796 | 1761 | +35   | 33 |                           |
|  | 8.  | Hapoel Kiryat Haim      | 22 | 9  | 13 | 1737 | 1837 | -100  | 31 |                           |
|  | 9.  | Beitar Gerusalemme      | 22 | 9  | 13 | 1780 | 1935 | -155  | 31 |                           |
|  | 10. | Hapoel Nir David        | 22 | 7  | 15 | 1725 | 1883 | -158  | 29 |                           |
|  | 11. | Maccabi Haifa           | 22 | 5  | 17 | 1601 | 1803 | -202  | 27 | retrocesse in Liga Artzit |
|  | 12. | Hapoel Ashdot Ya'akov   | 22 | 1  | 21 | 1529 | 2012 | -483  | 23 | retrocesse in Liga Artzit |

## Squadra vincitrice
|    | Naz.                                        | Ruolo | Sportivo        | Anno | Alt. |  |  |
| -- | ------------------------------------------- | ----- | --------------- | ---- | ---- |  |  |
| 4  | Israele (bandiera)                          | G     | Eli Koren       | 1950 | 190  |  |  |
| 5  | Israele (bandiera)                          | AG    | Josef Leja      | 1948 | 205  |  |  |
| 6  | Stati Uniti (bandiera) · Israele (bandiera) | G     | Tal Brody       | 1943 | 186  |  |  |
| 7  | Israele (bandiera)                          | P     | Haim Starkman   | 1944 | 178  |  |  |
| 8  | Stati Uniti (bandiera)                      | C     | Eric Minkin     | 1950 | 202  |  |  |
| 9  | Israele (bandiera)                          | G     | Miki Berkovich  | 1954 | 192  |  |  |
| 10 | Israele (bandiera)                          | AP    | Shamuel Avishar | 1947 | 192  |  |  |
| 11 | Israele (bandiera)                          | A     | Mike Schwartz   | 1949 | 194  |  |  |
| 12 | Israele (bandiera)                          | C     | Gabi Neumark    | 1946 | 198  |  |  |
| 13 | Israele (bandiera)                          | G     | Dov Rozin       |      | 193  |  |  |
| 14 | Stati Uniti (bandiera)                      | G     | Steve Chubin    | 1944 | 196  |  |  |
|    | Israele (bandiera)                          | ALL   | Yehoshua Rozin  |      |      |  |  |